# Topteken

Kaart met CEVNI landen

Een topteken (Engels: topmark), ook wel dagmerk genoemd, is een hulpmidden voor scheepsnavigatie. Het is een object met een duidelijk herkenbare vorm en/of kleur dat bovenop een boei of baken geplaatst wordt. Met de bedoeling om dat navigatiemiddel te identificeren en/of om de functie te verduidelijken. Een topteken kan worden geplaatst op een markering, maar moet niet gemonteerd zijn. De toptekens en hun betekenis is internationaal afgesproken en vastgelegd met de International Association of Marine Aids to Navigation and Lighthouse Authorities (IALA), en beschreven in de IALA-publicates:
“International Dictionary of Marine Aids to Navigation” met schetsen voor de vorm “1094 Ed2 Daymarks for Aids to Navigation”.
Voor Europese binnenwateren, van de landen die "meedoen" met CEVNI/SIGNI, geldt de publicatie "European Code for Signs and Signals on Inland Waterways"
Een topteken kan zijn: enkelvoudig of samengesteld, dat betekent gemaakt van twee of drie enkelvoudige tekens.
Deze vormen van toptekens zijn internationaal erkend voor laterale markeringen:
- kegel (punt naar boven)
- cilinder
- bol
- ruit (in 2022 niet toegepast in Nederland)[4][5]
- staand kruis (in 2022 niet toegepast voor laterale markeringen in Nederland)
- T (in 2022 niet toegepast in Nederland)
- prikken ook wel bezem genoemd. Voor bakboord: . Voor stuurboord: ).

Internationaal erkende toptekens voor kardinale markeringen:
- twee kegels naar boven wijzend (Noord)
- twee kegels met de basis bij elkaar (Oost)
- twee kegels naar beneden wijzend (Zuid)
- twee kegels met de punten bij elkaar (West)

Voor speciale markeringen wordt als topteken toegepast:
- internationaal: het gele liggende kruis 𝗫 (andreaskruis, andrieskruis of schuinkruis).
- in Nederland bij voor boten afgesloten gebieden [5][4]

Voor veilig vaarwater markeringen gebruikt men als topteken de rode bol. 
Het topteken voor de geïsoleerd gevaar markering is de dubbele zwarte bol (in 2022 niet toegepast in Nederland) 
Voor de nood-wrakboei is een geel staand kruis ➕ (Grieks kruis)
(Engels: Greek cross) in gebruik. 
Naast de IALA toptekens zijn er SIGNI aanvullingen voor de Europese binnenwateren.
- rode kegel  gevaar bij de rechter oever
- groene kegel  gevaar bij de linker oever
- rode kegel + groene kegel  gevaar bij splitsing vaarwater